# Česká Zbrojovka Strakonice

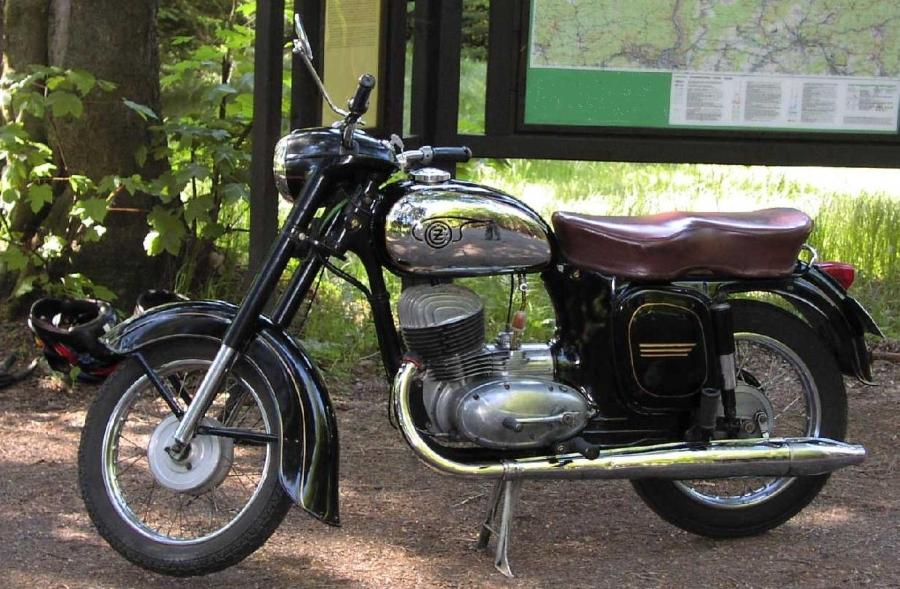
ČZ 250 cc met een duidelijke gelijkenis met een Jawa

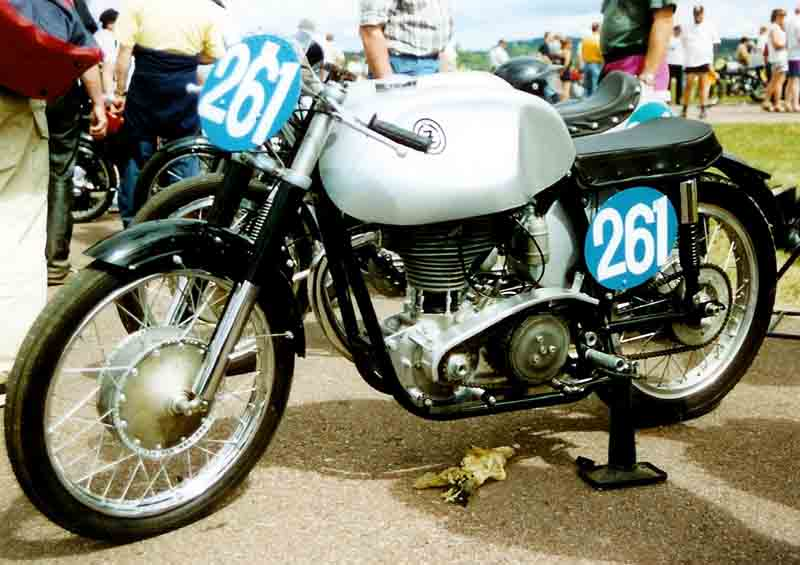
ČZ-350cc-wegracer uit 1954

ČZ is een historisch Tsjechisch merk van wapens en motorfietsen.
Česká Zbrojovka werd gevestigd als dochteronderneming van Škoda Works Bewapening in Strakonice, Tsjechoslowakije in september 1919.
Česká Zbrojovka betekent Tsjechische Wapenfabriek. Een bekend wapen is de CZ 75. Het merk hoorde lange tijd tot het Laurin & Klement (Škoda)-concern. In 1931 werden de eerste motorfietsen gebouwd. De machines verkochten goed: in de eerste twee jaar werden er al 5000 van afgezet. Ze waren voorzien van een 73cc-eencilinder-tweetaktmotor die in een verstevigd fietsframe zat. Ook de tweede versie van 98 cc was een succes.
De eerste echte motorfiets verscheen in 1935. Dit was een 150cc-model, dat echter tot 172 cc werd vergroot voor het tot productie kwam. In 1936 kwam er al een 250cc-machine in sport- en toeruitvoering. Vanaf 1937 werden de cilinderinhoud snel groter, hoewel er ook nieuwe lichte modellen verschenen.
In 1947 werd de fabriek genationaliseerd en er ontstond een samenwerking met Jawa, waardoor de machines als Jawa-ČZ op de markt kwamen. In 1961 werd de naam weer veranderd in ČZ.
In West-Europa was ČZ vooral bekend om zijn enduro-, cross- en trialmotoren, hoewel er in de jaren zestig volop geracet werd.
In de jaren vijftig, zestig bouwde ČZ ook scooters onder de naam Čezeta.
Rond 1990 ging men een samenwerkingsverband aan met Cagiva, hetgeen erin resulteerde dat in 1996 de nieuwe ČZ's alleen nog als Cagiva verkocht werden. Een afdeling van de oude fabriek, ČZ Velo, probeerde in 1996 de naam nieuw leven in te blazen, te beginnen met een 35cc-snorfietsmotortje.
In december 1997 werd het samenwerkingsverband met Cagiva opgeheven en behoorde de naam ČZ tot het verleden.